# 獣神ローガス
獣神ローガス（じゅうしんローガス、ROGUS）は、1987年に発売されたPC-98用ゲームソフト。公称ジャンルはT・R・A・G（タクティカル・リアル・アクション・ゲーム）。
2010年12月28日、「プロジェクトEGG」で配信。

## 概要
当初は山口祐平の企画したSFのロールプレイングゲームだった。開発中のRPGとしてゲーム画面がゲーム雑誌に掲載されるなどしていたが企画変更によって発売延期になり、アクションゲーム要素とシミュレーションゲーム要素も合わさったゲームとして発売された。（パッケージにも企画変更に至るまで様々な経緯があった旨が記載されている。）
余談だが、ゲームアーツの「ヴェイグス」も当初は本作と似たようなシステムのゲームとして開発されたが、本作発売後前述のシステムを「余りにも（本作と）似すぎていたと」と破棄し、改めて純粋なアクションゲームへと路線変更した経緯を持つ。

## あらすじ
およそ10恒星年前、ネビュラ恒星系第5惑星サゴスに豊かな資源があることが調査され、各惑星国家がこぞって入植を開始した。
2恒星年前の恒星歴2985、資源探査を行なっていたガイゼル教授の一団が先住生物のものと思しき遺跡を発見したと発表した。しかし直後、教授はこの発表を誤りであったと撤回する。その後、教授の一団は滞在していたベースの隊員もろとも消息を絶ってしまう。
4半恒星年前、姿をあらわしたガイゼル教授はガイゼル総督を名乗り、惑星サゴスの支配と独立を宣言する。各国首脳は一笑に付し、惑星連合は監察軍部隊を送り込むが、ガイゼル総督は軍の技術水準を遥かに越えた機動兵器とも呼ぶべき兵器を有していた。強大な無人機動兵器の兵力により、監察軍は撃滅され、ガイゼル総督軍（反乱軍）は惑星全土のベースを支配下に置く。
幾度も攻略作戦が実行されては失敗するなかで、反乱軍の兵器の残骸が持ち帰られ。解析によって異文明の技術が使われているらしきことが明らかになる。そして敵の機動兵器に対抗し得る機動兵器「RHザガード」が開発される。
恒星歴2987、降下作戦部隊指揮官J.P.マクガドル大佐は反乱軍の鎮圧と遺跡の発見の命令を受けて、RHザガードに搭乗して惑星サゴスに降下した。

## ゲームシステム
敵ベースを攻略していき、ガイゼル総督を倒すことが目的となる。ベースへの攻撃は隣接しているベースへのみ可能。通常のベースの他に要塞があり、占領した要塞は侵攻される心配はない。ベースでは毎ターン、戦力や弾薬の生産が行なわれる。これは敵も同様で、戦力の値が高いほど一体一体が強力な兵器になっていく。
反乱軍のターンでは、自軍のベースに隣接している敵ベースから侵攻を受けることになる。隣接している敵ベースが多ければ、多くの戦力が差し向けられることになる。防衛は自軍ベースに駐屯している戦力によって行なわれるが、そのベースに滞在していればプレイヤーも拠点防衛に参加できる。隣接するベースから駆けつけることも可能。

### 戦闘
戦闘はアクションによって行なわれる。地形や敵位置はレーダーで表示され、画面外も把握できる。また敵部隊は撃退した割合もゲージで表示される。RHザガードのエネルギーは時間と共に減少していき、残量0になると機体がダメージを受けていく。戦闘マップ内の敵を全て撃退すれば勝利になる。多大なダメージを受けた敵は退却するが、倒さなければレベルアップや敵戦力削減には繋がらない。敵機の爆発もまた攻撃力があり、敵にも味方にもダメージを与える。
戦闘マップには敵の兵器生産の設備があり、1回での攻略が不可能な場合に破壊して長期的な敵戦力削減を狙ったり、盾代わりや爆発させて攻撃に使うことも可能だが、占領後は自軍の生産設備になる。破壊された設備の修理は自軍には不可能で、敵の占領下でのみ行なわれる。
拠点防衛に参加する場合、配備した戦力が友軍として登場する。
特殊な戦闘として補給妨害がある。敵の輸送部隊を追尾して輸送機を撃墜することで、補給を断たれた敵ベースは配備されている戦力を一時的に充分な運用ができなくなる。RHザガードが飛行可能になるまでは実行できない。

### 武装
敵を倒すことによって作戦終了後、破壊した敵戦力の残骸によってRHザガードがレベルアップされていく。その際には武装の中から1つ選んで強化を選択できる。また新しい武装、バックパック、飛行ユニット、追加装甲、僚機などが加わっていく。多くの追加武器は弾薬を消費するとベースで生産・備蓄される弾薬の補給が必要になる。
BALKAN
基本武装。連射が利くが射程は短い。弾薬は戦闘中でも徐々に自動補給される。ただし弾薬数0のまま撃ち続けるとオーバーヒートして帰還するまで使用不能になる。
BEAM
威力、射程、連射性能を備えている。
SHIELD
盾。前方からの敵の攻撃を防げる。ある程度で壊れるが、次回の戦闘では自動的に修理される。
BAZOOKA
威力は高いが、弾速が遅い。
BOMB
時限爆弾を放出する。爆発は自機や味方にもダメージがある。
FIXER
戦闘中に機体を修理可能。僚機も同時に回復される。戦闘が終了すれば自動的に最大まで補充される。
MISSILE
バックパックから多数のミサイルを放つ。
ENERGY BURST
RHザガードがフィールドに覆われ高速移動が可能になり、触れた敵はダメージを受ける。残弾制限はないが、使用中はRHザガードもダメージを受ける。
僚機
緑色のRHザガード（自機は青色）。弾薬は自機と同様に補給してやる必要がある。多大なダメージを受けていれば退却指示を与えることもできるが、破壊されてもレベルアップ時に新しい僚機が配備される。

## スタッフ
- 兵藤嘉彦（c.mos） （アーテック） - 企画、プログラム
- 岩田 （アーテック） - グラフィック
- 小川 （アーテック） - グラフィック
- サイコソニック（大山曜、津田治彦、西村太平） - 音楽
- 山口祐平 （アーテック） - 初期企画、アーテック代表
- 森田和郎 （ランダムハウス） - グラフィック関連ツール、ランダムハウス代表

## 音楽
1. Opening　（タイトル）
2. Intro　（タイトルデモ）
3. Operation　（マップ）
4. Requiem　（スタートメニュー、ゲームオーバー）
5. Battle1　（攻撃）
6. Battle2　（防衛）
7. Battle3　（補給妨害）
8. Battle4　（ボス）
9. Last　（ラストバトル）
10. Ruin
11. Ending
12. Ending2

ディスク内には音楽鑑賞用のバッチファイルがある。ゲーム曲と効果音に加えて、アニメ曲12曲を聞くことができる。
後に大山曜が立ち上げたバンドASTURIASの音楽CDアルバム『Brilliant Streams』（1990年）には、本作の「Battle1」をバンドアレンジした「ローガス」が収録されている。また、アルバム『Marching Grass on the Hill』（2005年）には再アレンジした「Rogus」が収録。